# Гуревич, Михаил Леонидович
Михаи́л Леони́дович Гуре́вич (род. 19 ноября 1973, Москва) — российский и израильский журналист, медиаменеджер, венчурный инвестор. Создатель российского интернет-СМИ «Утро.ру» (1999) и совладелец израильского интернет-СМИ «Курсор», ведущий передач и колонок во многих СМИ. Владелец развлекательного интернет-портала Fishki.net (двукратный лауреат «Премии Рунета»). Известный интернет-деятель Антон Носик в 2015 году утверждал, что Михаил Гуревич является соавтором и популяризатором (во второй половине 1990-х гг.) широко в настоящее время применяемого термина «Рунет». Ведёт авторскую рубрику на радио «Коммерсантъ FM», которая также публикуется на сайте «Коммерсанта». Занимал должность вице-президента РБК, участвовал в создании Business FM.

## Биография
Родился 19 ноября 1973 года в Москве.

### Израиль
В 1991 году уехал в Израиль. Окончил Академию коммерческих коммуникаций в Тель-Авиве. Проходил службу в израильской армии.
В 1995—1997 годах работал в русской службе израильской поселенческой радиостанции «Седьмой канал» вместе с известным журналистом Антоном Носиком.
Был совладельцем израильского информационного агентства «Курсор», которое создало первую открытую информационную ленту на русском языке за пределами России. Также он создал и вёл первую радиопередачу «ЧАВО.ru» на израильском радио об Интернете на русском языке.
Член «гильдии русскоязычных интернет-деятелей» ЕЖЕ (№ 44).
Соратник Гуревича по ранним израильским проектам Антон Носик в 2015 году утверждал, что Михаил Гуревич является соавтором и популяризатором широко в настоящее время применяемого термина «Рунет». В частности, Носик заявлял:

И впрямь, в Израиле [в конце 1996 г.] концентрировалось некоторое квалифицированное большинство читаемых русскопишущих блоггеров. Двое из них независимо друг от друга придумали и стали активно внедрять слово РУНЕТ. Одного из парней звали Мик Гур. Он потом вернулся в Россию под именем Михаила Леонидовича Гуревича, стал вице-президентом РБК, создал газету «Утро» и холдинг «Медиа Мир», теперь инвестирует в какие-то стартапы. Другого звали Раф Асланбейли aka Великий Дядя. Он в Россию вернуться никак не мог, поскольку не уезжал из неё, будучи этническим турком из Баку. Так что живёт по сей день в том самом Рамат-Гане. Раффи придумал термин РУНЕТ — для обозначения сайтов, использующих русский язык, независимо от домена. Потом Мик Гур его популяризовал в своей радиопередаче об Интернете на «Седьмом канале».— Антон Носик. Кто придумал Рунет (Livejournal - 7 апреля 2015)
Михаил Гуревич был ведущим экспертом экспертного совета Института развития интернета (ИРИ), принимал активное участие в становлении «российского сегмента Интернета» в рамках многочисленных проектов, ассоциаций, конференций и форумов (ЕЖЕ, РИФ и проч.).

### Россия
В 1999 году Гуревич вернулся из Израиля в Россию.
Создатель и с августа 1999 по ноябрь 2004 года — главный редактор сетевого проекта «Утренняя газета» («Утро.ru»). Также принял участие в создании компании «Медиамир» и интернет-проекта Smotri.com.
Окончил Северо-Западную академию государственной службы при Президенте РФ (Санкт-Петербург).
В 1999—2004 гг. работал политическим аналитиком и парламентским корреспондентом медиахолдинга РБК. В 2004—2007 гг. — заместитель генерального директора РБК.
В 2007—2012 гг. — руководитель компании «Медиамир» (Qip.ru, LovePlanet.ru, Vspomni.ru) в структуре группы компаний РБК.
Читал курс лекций на тему «управление информационными потоками в Интернете» на факультете журналистики МГУ.
В 2012 г. принял участие в создании венчурного инвестиционного фонда TMT Investments., в 2013 г. — основатель и директор 101StartUp — закрытой компании, представляющей интересы ограниченного круга инвесторов.
С 2013 года Михаил Гуревич является владельцем развлекательного портала Fishki.net (двукратный лауреат «Премии Рунета»).
С 2017 года сотрудничает с радиостанцией Коммерсант FM в качестве обозревателя и ведущего.
С 2018 ведёт подкаст на Коммерсантъ FM — «Ъ FM. Карьера».
Михаил Гуревич является членом общественного совета Российского еврейского конгресса (РЕК).
Совместно с журналистом и медиаменеджером Михаилом Котовым вёл телеграм-канал об инвестициях «Добрый венчур!».
По состоянию на 2024 год проживает в Тель-Авиве (Израиль), ведёт колонку на сайте газеты Коммерсантъ, а также свой собственный телеграм-канал «Коля Хадашот» (с ивр. כל החדשות‎ — «Все новости»).

## «Утро.ру»
Созданное в 1999 году Михаилом Гуревичем русскоязычное интернет-СМИ «Утро.ру» в начале 2000-х годов было влиятельным изданием, занимавшим верхние строчки рейтинга Rambler’s Top100 в разделе «СМИ и периодика». Первый издатель газеты — созданное Гуревичем ООО «МедиаДизайн», позже переформированное в ООО «Утро.ру».
По данным TNS за декабрь 2013 года, месячная аудитория «Утро.ру» составляла 5,25 миллиона человек. Годовая выручка «Утро.ру» составляла около 60 миллионов рублей в год. Главный редактор газеты — Юлия Ложечко. До неё главным редактором был Александр Назаров. Шеф-редактор — Елена Шабовта. 7 февраля 2014 года холдинг РБК продал «Утро.ру» инвестиционной компании EDevelopment. Сумма сделки составила около 300 млн рублей. Украинский сайт Utro.ua, использовавший логотип, старый дизайн и оформление «Утро.ру», не был связан с российским изданием.

## «Курсор»
Израильский сайт cursorinfo.co.il был запущен в марте 1997 года бывшим московским телеинженером и радийщиком Александром Цысарем на базе собственной фидонет-конференции (BBS), которая к тому времени существовала полтора года. Этот проект стал первой открытой информационной лентой интернет-новостей на русском языке за пределами России. Михаил Гуревич стал совладельцем «Курсора».
В 2003 году сайт был перезапущен на базе инвестиций, привлечённых Антоном Носиком, как официальное израильское русскоязычное интернет-СМИ «Курсор». В состав совладельцев кроме Носика, Гуревича и Цысаря также вошёл Анатолий Моткин. СМИ было востребовано в Израиле и России. Его эксклюзивные израильские материалы постоянно перепечатывались популярной в России «Лентой.ру», созданной Носиком. Носик непосредственно занимался наполнением сайта и его управлением в первое время работы его новой версии. Израильская газета «Маарив» в 2006 году назвала Анатолия Моткина «Человеком года» в номинации «СМИ и реклама» за его деятельность в газете «Курсор» и в рекламном агентстве «Ану бану», указав, что он «участвовал в организации предвыборных кампаний Натана Щаранского, Эхуда Барака и Томи Лапида».

### Комментарии
1. ↑  Например, в октябре 2003 года «Утро.ру» занимало 7-ю строчку рейтинга, опережая такие СМИ как «Известия» (9), «Би-би-си» (13), МК (17) и пр. В феврале 2004 года «Утро» было на 5-м месте, опережая «Известия» (7), КП (11), Правду.ру (18). В августе 2005 «Утро» было тоже на 7 месте и опережало «РИА Новости» (15), Delfi (17), «Эхо Москвы» (25). И так далее